# Trường Cao đẳng Văn hóa Nghệ thuật và Du lịch Hạ Long
Trường Cao đẳng Văn hóa Nghệ thuật và Du lịch Hạ Long là trường cao đẳng công lập trực thuộc UBND tỉnh Quảng Ninh, chịu sự quản lý nhà nước về giáo dục của Bộ Giáo dục và Đào tạo, trường hoạt động theo Điều lệ trường cao đẳng, có chức năng nhiệm vụ là đào tạo và bồi dưỡng cán bộ có trình độ cao đẳng và các trình độ thấp hơn trong lĩnh vực văn hoá, nghệ thuật và du lịch, nghiên cứu khoa học phục vụ yêu cầu phát triển kinh tế - xã hội.

## Lịch sử
Trường Cao đẳng Văn hóa Nghệ thuật và Du lịch Hạ Long được thành lập theo quyết định số 4384/QĐ - BGD&ĐT ngày 03 tháng 8 năm 2004 của Bộ Giáo dục và Đào tạo, tiền thân là Trường Sơ cấp Văn hóa Nghệ thuật Quảng Ninh được thành lập năm 1971, tháng 1 - 1987 được nâng cấp thành Trường Trung cấp Văn hóa Nghệ thuật Quảng Ninh.

## Cơ sở vật chất
Cơ sở 1: Diện tích đất 2676.3 m2 với các công trình xây dựng và trang thiết bị đầy đủ, hiện đại thuộc khối văn hoá - nghệ thuật: 58 đường Nguyễn Văn Cừ, Thành phố Hạ Long, Tỉnh Quảng Ninh
- Phòng học: 27
- Phòng thu âm: 01
- Hội trường biểu diễn 200 chỗ ngồi: 01
- Phòng làm việc cho cán bộ, giảng viên: 26
- Phòng họp: 01
- Bếp ăn tập thể: 01

Cơ sở 2: Diện tích đất 18.884.6 m2 với các công trình xây dựng và trang thiết bị đầy đủ, hiện đại thuộc khối du lịch: Khu 2, Phường Hồng Hải, Thành phố Hạ Long, Tỉnh Quảng Ninh
- Khối giảng đường (7 tầng) và thực hành du lịch (2 tầng) = 68 phòng
- Khối văn phòng (4 tầng) = 29 phòng
- Khối sân khấu biểu diễn nghệ thuật = 9 phòng
- Nhà luyện tập và giáo dục thể chất = 04 (Sân tập : 02, Kho dụng cụ: 02)
- Nhà ở tập thể giảng viên: 7 phòng
- Ký túc xá sinh viên: 560 phòng

## Thành tích
- Huân chương Lao Động hạng Nhì
- Biểu tượng vàng nguồn nhân lực Việt Nam (Bộ Giáo dục - Đào tạo và Hội Liên hiệp Khoa học và Kỹ thuật Việt Nam tặng)[3]

## Sinh viên tiêu biểu
- Hồ Quỳnh Hương,[4]
- Hoàng Tùng (NSƯT)[5]
- Hoàng Thái,
- Tuấn Anh,
- Ngọc Anh,
- Hà Hoài Thu
- Bích Phương